# Pixelwald

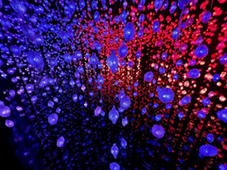
Pixelwald von Pipilotti Rist

Pixelwald ist eine Audio-Video-Installation der Schweizer Künstlerin Pipilotti Rist aus dem Jahr 2016. Sie befindet sich im Kunsthaus Zürich.

## Beschreibung
Pixelwald ist eine Video- und Lichtinstallation mit etwa 3000 einzeln ansteuerbaren LED-Elementen in den Farben Pink, Blau, Rot, Orange, Grün und dunkleren Schattierungen von Karminrot, Magenta und Braun. Diese hängen an Kabeln von der Decke, die an Lianen erinnern. Da die Leuchtdioden individuell steuerbar sind, verändert der Wald sich ständig. Das Publikum erkennt inmitten der Installation ein farbiges Blinken und Leuchten, einzelne Bildpunkte (Pixel). Das Bild ist zersplittert, erst aus sehr grosser Entfernung würde das Auge die Pixel zu einem Ganzen kombinieren. In einem Gespräch mit Bice Curiger nannte Rist die Arbeit «die ironische Idee eines Monitors, der in einem Raum explodiert».
Das Video dauert 35 Minuten.

## Entstehung
Rist entwickelte das Video zusammen mit der Lichtdesignerin Kaori Kuwabara. Der Pixelwald besteht aus 3000 winzigen Leuchtdioden mit einem Gehäuse aus Polycarbonat, von denen jede einzeln über ein Videosignal gesteuert werden kann. Auf diese Weise erzeugen die Lichter ein fragmentiertes, aber erkennbares Videobild. Wenn man mindestens 200 Meter davon zurücktreten könnte, würde man eine unscharfe Form erkennen können.
Handelsübliche LEDs konnten die komplexen Anforderungen der Künstlerin nicht erfüllen. Deshalb entwickelte Schnick-Schnack-Systems in Köln für die Installation einen Dot mit leistungsfähigen 360°-RGB-LEDs, die sich in variablen Abständen frei aneinanderreihen  lassen. Für die Premiere wurden 2016 im Kunsthaus Zürich 332 LED-Ketten mit mehr als 2600 Dots installiert. Über 2300 Platinenkabel  verschiedener Längen (300 mm, 500 mm und 800 mm) wurden verbaut. Für die Stromversorgung wurden 22 Systemnetzteile 4E und 84 Wago-Adapterplatinen verwendet, über ein Pixel-Gate erfolgte die Ansteuerung der Dots.

## Kunstgeschichtliche Einordnung und Deutung
Rist äusserte, Pixelwald zeige die Art und Weise, wie menschliche Synapsen funktionierten. Wie so oft in ihren Arbeiten werde auch hier das Innere nach aussen gekehrt. Ihre Videos seien ein Versuch, erlebbar zu machen, wie Menschen fühlten. Die frei hängenden Pixel glichen nicht nur den Sauerstoffbläschen, die Seegras ausstosse, sondern brächten auch die verschiedenen Arten von Licht in Einklang, mit denen wir konfrontiert seien, zum Beispiel die verschiedenen Varianten Sonnenlicht und künstliches Licht. Das Publikum solle durch die Pixel wandern können, als bewege es sich durch ein Gehirn.
Mit diesem Video schaffe Rist, so Bice Curiger, ein Symbol unserer Existenz, die sich zwischen Verzauberung und Verlorenheit bewege. Erneut folge Rist hier ihrer künstlerischen Linie, neue Technologien für ihre Arbeit zu nutzen.
Gloria Sutton sieht Bezüge zu Yayoi Kusamas unendlichen Spiegelräumen. In Pixelwald würden Gebäude als Produzenten künstlicher Natur eingesetzt. Die LED-Lichtstränge seien deutlich sichtbar und eine Umsetzung von Rists künstlerischer Linie, mit allgegenwärtigen Materialien atemberaubende Wirkungen zu erzeugen.

## Weiterführung
Weitere, später entstandene Pixelwälder befinden sich im National Museum of Qatar, im Ekebergparken in Oslo, im Museum of Fine Arts, Houston und in der Kunsthalle Bremen. Pixelwald Wisera ist der erste Pixelwald in einer deutschen Sammlung. Die Installation von Rist wurde anlässlich des Jubiläums des Kunstvereins in Bremen erworben und exklusiv für die Kunsthalle Bremen angefertigt.